# 3. ŽNL Osječko-baranjska NS Đakovo 2014./15.
Prvenstvo se igralo dvokružno. Ligu je osvojila NK Mladost Ivanovci, te se time plasirala u 2. ŽNL Osječko-baranjsku NS Đakovo.

## Tablica (prema NS Đakovo)
| Mj. | Klub                     | Sus. | Pobj. | Ner. | Por. | GR.   | Bod.      |
| --- | ------------------------ | ---- | ----- | ---- | ---- | ----- | --------- |
| 1.  | NK Mladost Ivanovci      | 20   | 16    | 3    | 1    | 76:18 | 51        |
| 2.  | NK Jedinstvo Forkuševci  | 20   | 14    | 1    | 5    | 63:31 | 43        |
| 3.  | NK Dinamo Trnava         | 20   | 12    | 3    | 5    | 58:32 | 39        |
| 4.  | NK Radnik Vrbica         | 20   | 10    | 5    | 5    | 45:31 | 35        |
| 5.  | NK Budućnost Gorjani     | 20   | 8     | 6    | 6    | 45:32 | 30        |
| 6.  | NK Slavonac Đurđanci     | 20   | 7     | 5    | 8    | 37:41 | 26        |
| 7.  | NK Bračevci              | 20   | 7     | 4    | 9    | 39:46 | 25        |
| 8.  | NK Mladost Lapovci       | 20   | 5     | 6    | 9    | 22:35 | 21        |
| 9.  | NK Dinamo Tomašanci      | 20   | 5     | 5    | 10   | 50:67 | 20        |
| 10. | NK Vinogradar Mandićevac | 20   | 3     | 4    | 13   | 25:52 | 13        |
| 11. | NK Dilj Levanjska Varoš  | 20   | 2     | 0    | 18   | 17:89 | 5 (-1) ↓1 |

## Tablica (prema RSSSF-u)
| Mj. | Klub                     | Sus. | Pobj. | Ner. | Por. | GR.   | Bod.      |
| --- | ------------------------ | ---- | ----- | ---- | ---- | ----- | --------- |
| 1.  | NK Mladost Ivanovci      | 20   | 16    | 3    | 1    | 74:18 | 51        |
| 2.  | NK Jedinstvo Forkuševci  | 20   | 13    | 2    | 5    | 59:31 | 41        |
| 3.  | NK Dinamo Trnava         | 20   | 12    | 3    | 5    | 58:32 | 39        |
| 4.  | NK Radnik Vrbica         | 20   | 10    | 5    | 5    | 45:31 | 35        |
| 5.  | NK Budućnost Gorjani     | 20   | 8     | 6    | 6    | 45:32 | 30        |
| 6.  | NK Slavonac Đurđanci     | 20   | 7     | 5    | 8    | 37:41 | 26        |
| 7.  | NK Bračevci              | 20   | 7     | 4    | 9    | 39:46 | 25        |
| 8.  | NK Mladost Lapovci       | 20   | 5     | 6    | 9    | 22:35 | 21        |
| 9.  | NK Dinamo Tomašanci      | 20   | 5     | 5    | 10   | 50:67 | 20        |
| 10. | NK Vinogradar Mandićevac | 20   | 3     | 5    | 12   | 24:48 | 14        |
| 11. | NK Dilj Levanjska Varoš  | 20   | 2     | 0    | 18   | 17:89 | 5 (-1) ↓1 |

## Rezultati (prema RSSSF-u)
| NK Dinamo Trnava – NK Bračevci 3:0 NK Dilj Levanjska Varoš – NK Dinamo Tomašanci 1:3 NK Jedinstvo Forkuševci – NK Slavonac Đurđanci 2:6 NK Radnik Vrbica – NK Mladost Lapovci 0:0 NK Mladost Ivanovci – NK Vinogradar Mandićevac 8:0 NK Budućnost Gorjani slobodan    | NK Mladost Ivanovci – NK Budućnost Gorjani 6:2 NK Mladost Lapovci – NK Jedinstvo Forkuševci 1:2 NK Slavonac Đurđanci – NK Dilj Levanjska Varoš 0:1 NK Dinamo Tomašanci – NK Dinamo Trnava 4:5 NK Vinogradar Mandićevac – NK Bračevci 2:1 NK Radnik Vrbica slobodan | NK Radnik Vrbica – NK Mladost Ivanovci 2:2 NK Dilj Levanjska Varoš – NK Mladost Lapovci 0:1 NK Dinamo Trnava – NK Slavonac Đurđanci 5:0 NK Bračevci – NK Dinamo Tomašanci 2:1 NK Budućnost Gorjani – NK Vinogradar Mandićevac 4:1 NK Jedinstvo Forkuševci slobodan  |
| NK Mladost Ivanovci – NK Jedinstvo Forkuševci 3:2 NK Budućnost Gorjani – NK Radnik Vrbica 4:1 NK Mladost Lapovci – NK Dinamo Trnava 0:2 NK Slavonac Đurđanci – NK Bračevci 5:0 NK Vinogradar Mandićevac – NK Dinamo Tomašanci 4:4 NK Dilj Levanjska Varoš slobodan    | NK Dilj Levanjska Varoš – NK Mladost Ivanovci 0:5 NK Jedinstvo Forkuševci – NK Budućnost Gorjani 2:0 NK Bračevci – NK Mladost Lapovci 3:3 NK Dinamo Tomašanci – NK Slavonac Đurđanci 1:2 NK Radnik Vrbica – NK Vinogradar Mandićevac 4:1 NK Dinamo Trnava slobodan | NK Mladost Ivanovci – NK Dinamo Trnava 2:1 NK Budućnost Gorjani – NK Dilj Levanjska Varoš 9:2 NK Radnik Vrbica – NK Jedinstvo Forkuševci 3:2 NK Mladost Lapovci – NK Dinamo Tomašanci 3:4 NK Vinogradar Mandićevac – NK Slavonac Đurđanci 0:1 NK Bračevci slobodan  |
| NK Bračevci – NK Mladost Ivanovci 1:3 NK Dinamo Trnava – NK Budućnost Gorjani 3:0 NK Dilj Levanjska Varoš – NK Radnik Vrbica 0:4 NK Slavonac Đurđanci – NK Mladost Lapovci 3:2 NK Jedinstvo Forkuševci – NK Vinogradar Mandićevac 0:0 NK Dinamo Tomašanci slobodan    | NK Mladost Ivanovci – NK Dinamo Tomašanci 5:0 NK Budućnost Gorjani – NK Bračevci 3:3 NK Radnik Vrbica – NK Dinamo Trnava 5:0 NK Jedinstvo Forkuševci – NK Dilj Levanjska Varoš 3:0 NK Vinogradar Mandićevac – NK Mladost Lapovci 0:2 NK Slavonac Đurđanci slobodan | NK Slavonac Đurđanci – NK Mladost Ivanovci 1:1 NK Dinamo Tomašanci – NK Budućnost Gorjani 2:2 NK Bračevci – NK Radnik Vrbica 4:1 NK Dinamo Trnava – NK Jedinstvo Forkuševci 4:0 NK Dilj Levanjska Varoš – NK Vinogradar Mandićevac 4:1 NK Mladost Lapovci slobodan  |
| NK Mladost Ivanovci – NK Mladost Lapovci 2:0 NK Budućnost Gorjani – NK Slavonac Đurđanci 2:0 NK Radnik Vrbica – NK Dinamo Tomašanci 4:1 NK Jedinstvo Forkuševci – NK Bračevci 5:0 NK Dilj Levanjska Varoš – NK Dinamo Trnava 2:5 NK Vinogradar Mandićevac slobodan    | NK Mladost Lapovci – NK Budućnost Gorjani 1:0 NK Slavonac Đurđanci – NK Radnik Vrbica 0:2 NK Dinamo Tomašanci – NK Jedinstvo Forkuševci 1:4 NK Bračevci – NK Dilj Levanjska Varoš 3:2 NK Dinamo Trnava – NK Vinogradar Mandićevac 2:0 NK Mladost Ivanovci slobodan | NK Bračevci – NK Dinamo Trnava 2:2 NK Dinamo Tomašanci – NK Dilj Levanjska Varoš 4:2 NK Slavonac Đurđanci – NK Jedinstvo Forkuševci 2:2 NK Mladost Lapovci – NK Radnik Vrbica 1:2 NK Vinogradar Mandićevac – NK Mladost Ivanovci 1:4 NK Budućnost Gorjani slobodan  |
| NK Budućnost Gorjani – NK Mladost Ivanovci 2:3 NK Jedinstvo Forkuševci – NK Mladost Lapovci 4:0 NK Dilj Levanjska Varoš – NK Slavonac Đurđanci 1:4 NK Dinamo Trnava – NK Dinamo Tomašanci 3:1 NK Bračevci – NK Vinogradar Mandićevac 2:0 NK Radnik Vrbica slobodan    | NK Mladost Ivanovci – NK Radnik Vrbica 2:0 NK Mladost Lapovci – NK Dilj Levanjska Varoš 1:0 NK Slavonac Đurđanci – NK Dinamo Trnava 1:2 NK Dinamo Tomašanci – NK Bračevci 4:2 NK Vinogradar Mandićevac – NK Budućnost Gorjani 0:0 NK Jedinstvo Forkuševci slobodan | NK Jedinstvo Forkuševci – NK Mladost Ivanovci 1:0 NK Radnik Vrbica – NK Budućnost Gorjani 1:1 NK Dinamo Trnava – NK Mladost Lapovci 1:1 NK Bračevci – NK Slavonac Đurđanci 3:0 NK Dinamo Tomašanci – NK Vinogradar Mandićevac 2:1 NK Dilj Levanjska Varoš slobodan  |
| NK Mladost Ivanovci – NK Dilj Levanjska Varoš 6:1 NK Budućnost Gorjani – NK Jedinstvo Forkuševci 3:0 NK Mladost Lapovci – NK Bračevci 1:0 NK Slavonac Đurđanci – NK Dinamo Tomašanci 7:7 NK Vinogradar Mandićevac – NK Radnik Vrbica 1:1 NK Dinamo Trnava slobodan    | NK Dinamo Trnava – NK Mladost Ivanovci 0:5 NK Dilj Levanjska Varoš – NK Budućnost Gorjani 0:6 NK Jedinstvo Forkuševci – NK Radnik Vrbica 3:1 NK Dinamo Tomašanci – NK Mladost Lapovci 1:1 NK Slavonac Đurđanci – NK Vinogradar Mandićevac 1:0 NK Bračevci slobodan | NK Mladost Ivanovci – NK Bračevci 6:0 NK Budućnost Gorjani – NK Dinamo Trnava 3:1 NK Radnik Vrbica – NK Dilj Levanjska Varoš 5:0 NK Mladost Lapovci – NK Slavonac Đurđanci 1:1 NK Vinogradar Mandićevac – NK Jedinstvo Forkuševci 1:4 NK Dinamo Tomašanci slobodan  |
| NK Dinamo Tomašanci – NK Mladost Ivanovci 2:5 NK Bračevci – NK Budućnost Gorjani 4:0 NK Dinamo Trnava – NK Radnik Vrbica 4:0 NK Dilj Levanjska Varoš – NK Jedinstvo Forkuševci 0:8 NK Mladost Lapovci – NK Vinogradar Mandićevac 2:7 NK Slavonac Đurđanci slobodan    | NK Mladost Ivanovci – NK Slavonac Đurđanci 5:1 NK Budućnost Gorjani – NK Dinamo Tomašanci 1:1 NK Radnik Vrbica – NK Bračevci 1:1 NK Jedinstvo Forkuševci – NK Dinamo Trnava 4:1 NK Vinogradar Mandićevac – NK Dilj Levanjska Varoš 2:0 NK Mladost Lapovci slobodan | NK Mladost Lapovci – NK Mladost Ivanovci 1:1 NK Slavonac Đurđanci – NK Budućnost Gorjani 1:1 NK Dinamo Tomašanci – NK Radnik Vrbica 3:5 NK Bračevci – NK Jedinstvo Forkuševci 1:3 NK Dinamo Trnava – NK Dilj Levanjska Varoš 12:0 NK Vinogradar Mandićevac slobodan |
| NK Budućnost Gorjani – NK Mladost Lapovci 2:0 NK Radnik Vrbica – NK Slavonac Đurđanci 3:1 ↓2 NK Jedinstvo Forkuševci – NK Dinamo Tomašanci 8:4 NK Dilj Levanjska Varoš – NK Bračevci 1:7 NK Vinogradar Mandićevac – NK Dinamo Trnava 2:2 NK Mladost Ivanovci slobodan | | |